# Кендалл Кросс
Кендалл Дуейн Кросс (англ. Kendall Duane Cross; нар. 24 лютого 1968, Гардін, штат Монтана) — американський борець вільного стилю, бронзовий призер Панамериканського чемпіонату, володар Кубку світу, чемпіон Олімпійських ігор.

## Життєпис
Народився в місті Гардін, штат Монтана. Згодом переїхав з родиною до Оклахоми, де він став чемпіоном штату, виступаючи за середню школу міста Мустанг. Виступаючи за університет штату Оклахома, він у 1989 році виграв чемпіонат Національної колегіальної атлетичної асоціації (NCAA) і став триразовим чемпіоном США. У 1986 році був бронзовим призером чемпіонату світу серед юніорів, а у 1988 став володарем Кубку світу серед молоді.
Виступав за борцівський клуб «Sunkist Kids». Тренери — Джо Сіей, Джим Хамфрі.
Пік спортивної кар'єри Кендалла Кросса прийшовся на домашні літні Олімпійські ігри 1996 року в Атланті, де він виборов титул олімпійського чемпіона, перемігши у фінальному поєдинку представника Канади грузинського походження Гіві Сісаурі.
В університеті штату Оклахома Кросс вивчав політологію та економіку з додатковими економічними дослідженнями в університеті штату Північна Кароліна в Даремі. Працював дитячим тренером в борцівських клубах «Sunkist Kids» і Дейва Шульца. Співпрацював борцівською командою Гарвардського університету. Працював також фінансовим консультантом в Бостоні, де створив власний борцівський клуб, навчаючи молодих спортсменів.

## Спортивні результати на міжнародних змаганнях

### Виступи на Олімпіадах
| Змагання                    | Збірна | Вагова категорія          | Місце  |
| --------------------------- | ------ | ------------------------- | ------ |
| Літні Олімпійські ігри 1992 | США    | вільна боротьба, до 57 кг | 6      |
| Літні Олімпійські ігри 1996 | США    | вільна боротьба, до 57 кг | Золото |

### Виступи на Панамериканських чемпіонатах
| Змагання                                   | Збірна | Вагова категорія          | Місце  |
| ------------------------------------------ | ------ | ------------------------- | ------ |
| Панамериканський чемпіонат з боротьби 1992 | США    | вільна боротьба, до 57 кг | Бронза |

### Виступи на Кубках світу
| Змагання                    | Збірна | Вагова категорія          | Місце  |
| --------------------------- | ------ | ------------------------- | ------ |
| Кубок світу з боротьби 1997 | США    | вільна боротьба, до 58 кг | Золото |

### Виступи на інших змаганнях
| Змагання                               | Збірна | Вагова категорія          | Місце  |
| -------------------------------------- | ------ | ------------------------- | ------ |
| Міжнародний меморіал Дейва Шульца 2007 | США    | вільна боротьба, до 60 кг | Бронза |

### Виступи на змаганнях молодших вікових груп
| Змагання                                      | Збірна | Вагова категорія          | Місце  |
| --------------------------------------------- | ------ | ------------------------- | ------ |
| Чемпіонат світу з боротьби серед юніорів 1986 | США    | вільна боротьба, до 56 кг | Бронза |
| Кубок світу з боротьби серед молоді 1988      | США    | вільна боротьба, до 57 кг | Золото |